# Florian Prirsch
Florian Prirsch (* 11. September 1998 in Dornbirn) ist ein österreichischer Fußballspieler.

## Karriere

### Verein
Prirsch begann seine Karriere beim FC Dornbirn 1913. Zur Saison 2012/13 kam er in die AKA Vorarlberg. Im Jänner 2015 kehrte er wieder zu seinem Stammklub Dornbirn zurück. Sein Debüt für Dornbirn in der Regionalliga gab er im April 2015, als er am 20. Spieltag der Saison 2014/15 gegen den USC Eugendorf in der Startelf stand. Bis Saisonende kam er zu neun Einsätzen in der Regionalliga. Sein erstes Tor in der dritthöchsten Spielklasse erzielte er im Juli 2015 bei einem 3:2-Sieg gegen die Amateure des FC Wacker Innsbruck. In der Saison 2015/16 absolvierte er 16 Spiele und erzielte dabei ein Tor.
Zur Saison 2016/17 wechselte er zu den Amateuren des SK Rapid Wien. In eineinhalb Jahren bei Rapid II absolvierte er 18 Spiele in der Regionalliga, in denen er ohne Torerfolg blieb. Im Jänner 2018 wechselte er zu den Amateuren des SCR Altach. In der Saison 2017/18 absolvierte er elf Spiele für Altach II und erzielte dabei ein Tor.
Zur Saison 2018/19 kehrte er zu Dornbirn zurück. In jener Saison absolvierte er 28 Spiele in der Regionalliga und erzielte dabei neun Tore, zu Saisonende stieg er mit dem Verein als Meister der Westliga in die 2. Liga auf. Sein Debüt in der zweithöchsten Spielklasse gab er im Juli 2019, als er am ersten Spieltag der Saison 2019/20 gegen den SC Austria Lustenau in der Startelf stand und in der 54. Minute durch Deniz Mujić ersetzt wurde. In dreieinhalb Spielzeiten kam er zu insgesamt 94 Einsätzen in der 2. Liga für Dornbirn. Im Jänner 2023 wechselte Prirsch in die Vorarlberger Eliteliga zu Schwarz-Weiß Bregenz.

### Nationalmannschaft
Prirsch spielte im April 2014 erstmals für eine österreichische Jugendnationalauswahl. Im August 2014 debütierte er gegen Bulgarien für die U-17-Mannschaft. Mit dieser nahm er 2015 auch an der EM teil, bei der man als Dritter der Gruppe A in der Vorrunde ausschied. Prirsch kam während des Turniers in allen drei Spielen zum Einsatz.
Im Oktober 2015 spielte er gegen die Ukraine erstmals für das U-18-Team. Im September 2016 kam er gegen Irland zu seinem ersten Einsatz für die U-19-Auswahl.